# Bon chic bon genre
Pour les articles homonymes, voir BCBG.
« Bon chic bon genre » (abrégé en BCBG) est une expression française qui désigne une personne au style comportemental et vestimentaire lié à des valeurs partagées par des groupes sociaux centrés en partie autour de la bourgeoisie française.
Son équivalent aux États-Unis est preppy, et au Royaume-Uni, Sloane Ranger (en).

## Description
L'expression « Bon chic bon genre » regroupe principalement un style de vie fondé sur des valeurs propres, une volonté de se distinguer socialement, un raffinement extérieur supposé, un comportement[Lequel ?] dans de nombreux domaines de la vie quotidienne et un bon goût subjectif, qui transcendent les différences de fortunes et de religion.
Sur le plan comportemental, les valeurs liées à cette expression s'articulent souvent autour de la culture catholique (école privée, mariage à l'église, messe, etc.), d'une éducation traditionnelle et d'une sociabilité ciblée (entre-soi, rallye dansant, cercles, associations, réseaux, etc.).
Sur le plan vestimentaire, on retrouve de façon caractéristique : le carré Hermès, le collier de perles (on parle du style « Collier de perles-carré Hermes », ou « CPCH »), l'écharpe Burberry, les tissus Liberty, le costume trois pièces, etc. Cette façon d'être et de s'habiller permet de se différencier des autres groupes sociaux et de revendiquer un côté prestigieux et élitiste. Cette volonté de se distinguer socialement du reste de la population fait que certains fabricants de vêtements et accessoires ciblent exclusivement cette clientèle : Jacadi, Cyrillus, etc.
Étant par nature endogames, ces personnes peuvent se retrouver dans des annuaires, tels que le Bottin mondain par exemple.

## Prénoms
Pour les prénoms, un certain classicisme se retrouve : prénoms issus de la culture catholique, prénoms anciens, antiques ou d'autres composés.

## Dans la culture populaire
La série de bande dessinée humoristique Les Triplés de Nicole Lambert adopte des codes « Bon chic bon genre ».